# Igreja de Santiago (Torres Novas)
A Igreja de Santiago, também referida como Igreja de São Tiago ou Igreja Paroquial de Santiago de Torres Novas,  é uma igreja da cidade de Torres Novas, Portugal, encontrando-se localizada no topo nordeste da Rua Miguel de Arnide.
Pensa-se que D. Afonso Henriques, em 1148, mandou construir uma capela no local em honra de Santiago, aquando da tomada do castelo aos mouros, tendo depois, em 1203, D. Sancho I mandado construir a Igreja. 

## Arquitetura
Realce para o interior, com azulejos, talha dourada e pinturas dos séculos XVII e XVIII. Foi aqui que se realizaram as cortes de 1438.
O templo tem uma só nave com quarto capelas laterais, as paredes são revestidas com azulejo do século XVII, podem-se ainda observar duas pias de água-benta quinhentistas e um púlpito de talha dourada renascentistas. A capela-mor de abobada de berço, está enriquecida com altar e retábulo de talha dourada, setecentistas. A capela alusiva ao Senhor Jesus dos Lavradores é a mais apreciada pelos críticos de arte.
A actual sacristia que, formou em tempos parte integral da primitiva capela de Santiago, tem um fresco onde figura a aparição de Santiago aquando o cerco a Coimbra em 1058, pelo rei de Leão e Castela.[carece de fontes?]